# Donje Čičevo
Donje Čičevo (cyr. Доње Чичево) – wieś w Bośni i Hercegowinie, w Republice Serbskiej, w mieście Trebinje. W 2013 roku liczyła 497 mieszkańców.